# Clypeocampulum tibiale
Clypeocampulum tibiale är en stekelart som beskrevs av Ian D. Gauld 1976. Clypeocampulum tibiale ingår i släktet Clypeocampulum och familjen brokparasitsteklar. Inga underarter finns listade i Catalogue of Life.